# Husmoderns bröst
Husmoderns bröst var en feministisk musikgrupp inom proggrörelsen som var verksam 1974-80. Gruppens namn tillkom som en förvrängning av det gamla skivbolagsnamnet Husbondens röst. Gruppen härstammade från Malmö.
Gruppen var ursprungligen ett instrumentalband, men övergick efterhand alltmer till egenhändigt skriven text och musik av viskaraktär.Medlemmar var Ulla Ekelund, Lisbeth Hultén, Marie Larsdotter, Maria Lindström, Christina Mannegren och Katalin Wagner. Maria Lindström har på senare år utgivit flera soloskivor.

## Diskografi

### Album
- 1979 – Där fruarna bor (LP, Amalthea AM 11)

### Medverkan på samlingsskivor
- 1978 – Min søsters stemme. International kvindemusikfestival 78
- 1978 – Bara brudar samlings-LP från Kvinnofestivalen i Stockholm, Silence SRS 4651)